# Anopheles caliginosus
Anopheles caliginosus este o specie de țânțari din genul Anopheles, descrisă de Meillon în anul 1943. Conform Catalogue of Life specia Anopheles caliginosus nu are subspecii cunoscute.